# Ludger Sunder-Plassmann
Ludger Sunder-Plassmann (* 7. Juni 1915 in Münster; † 3. Dezember 2000 in Wangen am Bodensee) war ein deutscher Architekt, der mit 39 römisch-katholischen Kirchenbauten zwischen 1948 und 1980 wegweisend für die sakrale Nachkriegsarchitektur Nordwestdeutschlands war.

## Leben
Ludger Sunder-Plassmann war ein Sohn des Dombaumeisters Wilhelm Sunder-Plassmann, er wurde in Münster geboren und wuchs dort auf. 1934/1935 immatrikulierte er sich an der Technischen Hochschule Aachen, die Diplom-Vorprüfung legte er an der Technischen Hochschule München ab und studierte anschließend an der Technischen Hochschule Stuttgart bei Paul Bonatz und Paul Schmitthenner. 1938 schloss Sunder-Plassmann sein Architekturstudium mit der Diplom-Hauptprüfung an der Technischen Hochschule Dresden ab.
Nach Militärdienst und Kriegsgefangenschaft in den Jahren von 1938 bis 1946 machte Sunder-Plassmann sich in Cloppenburg mit einem Architekturbüro selbstständig und führte es bis zur Schließung 1982. Im Ruhestand widmete sich Ludger Sunder-Plassmann der Malerei und Bildhauerei.

## Werk
Neben Krankenhäusern und Schulen waren Kirchenbauten zentraler Schwerpunkt seines Schaffens.
Die Kirchenbauten entstanden zur Zeit der liturgischen Erneuerung der römisch-katholischen Kirche, die im Zweiten Vatikanischen Konzil ihren Abschluss fand. Mit der Liturgiereform musste der sakrale Raum neu gedacht und der Altar ins Zentrum der Gemeinde gerückt werden. Im Gegensatz zum Einheitsraum der süddeutschen Zeltkirchen zeichnen sich die Entwürfe Sunder-Plassmanns durch feine räumliche Fassungen aus, die den zentralen Elementen im Kirchenraum eine Orientierung geben.
Gleichzeitig beeinflusste die gesellschaftliche Situation der Nachkriegszeit in der norddeutschen Diaspora den Entwurfsprozess. Der große Zuzug heimatvertriebener katholischer Flüchtlinge aus Schlesien in das evangelisch geprägte nördliche Oldenburger Land nach dem Zweiten Weltkrieg führte vielerorts zu einem Bedarf an neuen Gotteshäusern, die aber nur sehr gering budgetiert wurden.
Diese Rahmenbedingungen ermöglichten es Ludger Sunder-Plassmann, im Feld der Kirchenbauten neue Wege zu beschreiten. Die zwischen 1948 und 1980 ausgeführten Projekte umfassen die komplette Bandbreite sakraler Nachkriegsarchitektur, von der einfachen Flüchtlingskapelle bis zur Garnisonkirche.

## Kirchenbauten (unvollständig)
| Bild                                | Bauzeit   | Bauwerk                         | Ort                       | Beschreibung                                                                              | Lage |
| ----------------------------------- | --------- | ------------------------------- | ------------------------- | ----------------------------------------------------------------------------------------- | ---- |
|                                     | 1948      | St. Marien                      | Rastdorf                  | Neubau                                                                                    | ⊙    |
|                                     | 1948      | St. Johannes Evangelist         | Bakum-Carum               | Erweiterung um einen Altarraum                                                            | ⊙    |
|                                     | 1950      | Christ-König-Kapelle            | Butjadingen-Stollhamm     | Neubau als Flüchtlingskapelle, 2014 profaniert                                            | ⊙    |
| Herz-Jesu-Kirche in Nikolausdorf    | 1952      | Herz-Jesu-Kirche                | Garrel-Nikolausdorf       | Neubau des Turms                                                                          | ⊙    |
| St. Josef in Rodenkirchen           | 1952      | St. Josef                       | Stadland-Rodenkirchen     | Neubau als Flüchtlingskapelle mit Pfarrhaus, 2019 profaniert                              | ⊙    |
|                                     | 1952      | St. Theresia von Lisieux        | Nordenham-Abbehausen      | Neubau als Flüchtlingskirche, 2006 profaniert                                             |      |
| Heilig-Kreuz-Kirche in Stapelfeld   | 1953      | Heilig Kreuz                    | Cloppenburg-Stapelfeld    | Neubau, 1975 Ausbau zur Heimvolkshochschule, 1976 Einbau einer Hauskapelle                | ⊙    |
|                                     | 1953      | Herz-Jesu-Kirche                | Westerstede               | Neubau als Flüchtlingskirche                                                              | ⊙    |
|                                     | 1954      | St. Jakobus                     | Dinslaken                 | Neubau                                                                                    | ⊙    |
|                                     | 1954      | Maria Frieden                   | Vechta                    | Neubau                                                                                    | ⊙    |
| St. Cosmas und Damian in Barßel     | 1954      | St. Cosmas und Damian           | Barßel                    | Wiederaufbau des im Zweiten Weltkrieg zerstörten Turms                                    | ⊙    |
| St. Michael in Wilhelmshaven        | 1954      | St. Michael                     | Wilhelmshaven-Neuengroden | Neubau als Flüchtlingskirche, 2013 profaniert                                             | ⊙    |
|                                     | 1956      | St. Maria Trösterin             | Berne                     | Neubau als Flüchtlingskapelle                                                             | ⊙    |
|                                     | 1956      | Heilige Drei Könige             | Wardenburg                | Neubau als Pfarrkirche für schlesische Flüchtlingsgemeinde                                | ⊙    |
|                                     | 1956      | Heilig-Geist-Kirche             | Lemwerder                 | Neubau als Pfarrkirche für schlesische Flüchtlingsgemeinde                                | ⊙    |
|                                     | 1957      | Heilig-Kreuz-Kirche             | Jade-Jaderberg            | Neubau als Pfarrkirche für schlesische Flüchtlingsgemeinde                                | ⊙    |
| St. Georg in Bremen-Horn            | 1958      | St. Georg                       | Bremen-Horn-Lehe-Horn     | Neubau                                                                                    | ⊙    |
|                                     | 1958      | Hl. Dreifaltigkeit              | Schortens-Heidmühle       | Neubau als Pfarrkirche für schlesische Flüchtlingsgemeinde                                | ⊙    |
| St. Augustinus in Cloppenburg       | 1958–1959 | St. Augustinus                  | Cloppenburg               | Neubau                                                                                    | ⊙    |
|                                     | 1959      | St. Franziskus                  | Bremen-Grolland           | Neubau, 1995 abgerissen                                                                   |      |
| Hospitalkirche St. Rochus in Telgte | 1959      | Hospitalkirche St. Rochus       | Telgte                    | Neubau, Kirche des St.-Rochus-Hospitals                                                   | ⊙    |
|                                     | 1960      | St. Johannes der Täufer         | Emstek-Bühren             | Erweiterung um Querhaus und Chorraum                                                      | ⊙    |
|                                     | 1960      | St. Michael                     | Oldenburg-Kreyenbrück     | Neubau als Militär- und Pfarrkirche                                                       | ⊙    |
|                                     | 1961      | St. Willehad                    | Wilhelmshaven             | Neugestaltung der Decke                                                                   | ⊙    |
| St. Bonifatius in Sande             | 1961      | St. Bonifatius                  | Sande                     | Neubau für schlesische Flüchtlingsgemeinde                                                | ⊙    |
|                                     | 1961      | Herz-Jesu-Kirche                | Lastrup-Hemmelte          | Erweiterung um ein Querschiff mit Chorraum                                                | ⊙    |
| St. Marien in Brake                 | 1962      | St. Marien                      | Brake                     | Neubau                                                                                    | ⊙    |
|                                     | 1962–1964 | Christ-König-Kirche             | Cloppenburg-Bethen        | Neubau als Hauskapelle des bischöflichen Konvikts Jugendburg St. Michael, 2017 profaniert | ⊙    |
|                                     | 1965–1967 | St. Bonifatius                  | Varel                     | Neubau                                                                                    | ⊙    |
| St. Peter in Wilhelmshaven          | 1965      | St. Peter                       | Wilhelmshaven-Heppens     | Neubau als Militär- und Pfarrkirche                                                       | ⊙    |
| Christkönig in Hamm-Wambeln         | 1973      | Christkönig                     | Hamm-Wambeln              | Neubau                                                                                    | ⊙    |
|                                     | 1980      | Kapelle des St.-Josef-Hospitals | Cloppenburg               | Neubau                                                                                    |      |